# 福島レッドホープスの選手一覧
福島レッドホープスの選手一覧（ふくしまレッドホープスのせんしゅいちらん）は、ベースボール・チャレンジ・リーグ（ルートインBCリーグ）の福島レッドホープス（2018年シーズン以前は福島ホープス）に所属する選手、およびかつて所属していた主な選手の一覧である。
便宜上「保有選手」については本来の守備位置内に記載する。

## 監督・コーチ
| 背番号 | 名前     | 役職                       |
| ------ | -------- | -------------------------- |
| 77     | 沖泰司   | 監督                       |
| 11     | 福井優也 | 投手コーチ                 |
| 9      | 片山博視 | 野手コーチ（選手兼任）     |
| 5      | 佐藤優悟 | 野手コーチ補佐（選手兼任） |

## 所属選手
※備考欄の「移籍」はリーグより移籍選手として公示されたもの。
それ以外の前年リーグ内他球団所属者は「前年は××に所属」と記載。

### 投手
| 背番号 | 選手名               | 投 | 打 | 備考                  |
| ------ | -------------------- | -- | -- | --------------------- |
| 12     | 椎野華蓮             | 左 | 左 | 背番号37から変更      |
| 14     | 鎌田大輝             | 右 | 右 |                       |
| 15     | 木口広大             | 右 | 右 | 2025年度新入団        |
| 16     | 池田流威毅           | 右 | 右 | 2025年度新入団        |
| 17     | 木村優太郎           | 右 | 右 | 2025年度新入団        |
| 18     | ユエン凱             | 右 | 左 | 2025年度新入団        |
| 19     | 中島駿               | 右 | 右 | 2025年度新入団        |
| 20     | 石橋悠               | 右 | 右 | 2025年度新入団        |
| 25     | 藤田涼太郎           | 左 | 左 |                       |
| 26     | 佐々木啓佑           | 右 | 右 | 2025年度新入団        |
| 29     | 富岡豪               | 右 | 右 | 2025年度新入団 練習生 |
| 35     | ランセル・デュアルテ | 右 | 右 | 2025年度新入団        |
| 38     | 市原直輝             | 右 | 右 | 2025年度新入団 練習生 |
| 40     | 田中汰樹             | 右 | 右 | 2025年度新入団 練習生 |
| 41     | 鈴木柊哉             | 右 | 右 | 2025年度新入団 練習生 |
| 42     | オシリス・シエラ     | 左 | 左 | 2025年度新入団        |
| 43     | 吉崎篤               | 左 | 左 |                       |
| 46     | 平原裕士             | 右 | 右 | 練習生                |
| 47     | 池原志斗             | 左 | 左 | 2025年度新入団        |
| 53     | 滝田陽光             | 右 | 右 | 練習生                |

### 捕手
| 背番号 | 選手名   | 投 | 打 | 備考             |
| ------ | -------- | -- | -- | ---------------- |
| 2      | 菅原正悟 | 右 | 右 | 背番号44から変更 |
| 22     | 豊浦治臣 | 右 | 右 | 2025年度新入団   |
| 32     | 石川雄也 | 右 | 右 | 2025年度新入団   |

### 内野手
| 背番号 | 選手名     | 投 | 打 | 備考                                                         |
| ------ | ---------- | -- | -- | ------------------------------------------------------------ |
| 4      | 加賀谷千太 | 右 | 右 | 背番号12から変更                                             |
| 6      | 重田魁士   | 右 | 左 |                                                              |
| 9      | 片山博視   | 左 | 左 | 背番号66から変更 コーチ兼任 元・東北楽天ゴールデンイーグルス |
| 33     | 串間一穂   | 右 | 左 | 2025年度新入団 前年は栃木に所属                              |
| 34     | 松堂秩己   | 右 | 右 |                                                              |
| 36     | 佐々木玄   | 右 | 右 | 2025年度新入団 練習生                                        |
| 48     | 藁谷怜桜   | 右 | 右 | 練習生                                                       |

### 外野手
| 背番号 | 選手名     | 投 | 打 | 備考                                        |
| ------ | ---------- | -- | -- | ------------------------------------------- |
| 0      | 富永想汰   | 右 | 左 | 2025年度新入団                              |
| 5      | 佐藤優悟   | 右 | 右 | コーチ補佐兼任 元・オリックス・バファローズ |
| 7      | 若松悠平   | 右 | 右 | 背番号15から変更 キャプテン                 |
| 23     | 小林貫大   | 右 | 左 | 2025年度新入団                              |
| 44     | 本田華月   | 右 | 右 | 2025年度新入団 練習生                       |
| 52     | 平山爽太郎 | 右 | 右 | 練習生                                      |
| 55     | 三沢大成   | 右 | 左 |                                             |

## 過去に在籍していた主な選手

### NPB入団選手
※年はNPB入団前の最終所属年度。当球団から直接入団した選手に限る。
- 2015年
  - カルロス・ペレス - 読売ジャイアンツ（育成選手、2015年途中 - 2016年）
- 2020年
  - 古長拓 - オリックス・バファローズ （育成ドラフト6位、2021年）
- 2021年
  - 園部佳太 - オリックス・バファローズ（育成ドラフト2位、2022年 - 2023年）
- 2023年
  - フェリペ - 東京ヤクルトスワローズ（2023年途中 - ）※元オリックス・バファローズ
  - 大泉周也 - 福岡ソフトバンクホークス（育成ドラフト1位、2024年 - ）

### その他
- 赤松幸輔 - 野手コーチ兼任、元：オリックス・バファローズ
- アンソニー・ビスカヤ - 最優秀防御率（2018年）、登録名「ビスカヤ」
- 生島大輔 - のち淡路島ウォリアーズ監督（2024年）
- 岩村明憲  - 2017年まで監督兼任の現役選手だった。元：オークランド・アスレチックス
- 薄保鷹 - 2020年より北海道日本ハムファイターズブルペン捕手[1]
- 江村将也 - 元：東京ヤクルトスワローズ
- 大家友和 - 元：横浜DeNAベイスターズ
- 岡下大将 - ベストナイン（2015年・2016年）
- カレオン・ジョニル・マラリ - 第5回WBCフィリピン代表。現：神奈川フューチャードリームス
- 川崎貴弘 - 中日ドラゴンズからの派遣選手
- 菊名裕貴 - ベストナイン（2020年・2021年）。引退後、茨城アストロプラネッツ野手戦略コーチ[2][3]
- 岸本竜之輔 - 首位打者（2018年）、ベストナイン（2018年）
- 金源石 - ベストナイン（2019年）
- 佐藤太紀 - 佐藤輝明の実弟[4]
- 鈴木駿輔 - 地区最優秀防御率（2020年）、地区最多勝（2020年）、地区最多奪三振（2020年）、ベストナイン（2020年）、信濃を経て中華職業棒球大聯盟・楽天モンキーズ
- 高塩将樹 - 2024年より中華職業棒球大聯盟・統一ライオンズ
- 高堀和也 - 東北楽天ゴールデンイーグルスからの派遣選手
- 佐藤貴規 - 元：東京ヤクルトスワローズ
- 真田裕貴 - 投手コーチ兼任、元：東京ヤクルトスワローズ
- ジョン・ボウカー - 元：東北楽天ゴールデンイーグルス
- スティーブ・ハモンド - 元：オリックス・バファローズ
- 田中耀飛 - 元：東北楽天ゴールデンイーグルス
- ノアム・カリサール - 練習生
- ホルヘ・ロンドン - 元：ピッツバーグ・パイレーツ（中日ドラゴンズにも在籍歴あり）
- 又吉亮文 - 又吉克樹の実弟
- 松井宏次 - 元：東北楽天ゴールデンイーグルス。守備・走塁コーチ就任後に兼任で現役復帰。
- 宮之原健 - 両投げの野手。ベースボール5日本代表。
- 村田和哉 - 打撃コーチ兼任、元：北海道日本ハムファイターズ
- 湯井飛鳥
- 横山貴明 - 投手コーチ兼任、元：東北楽天ゴールデンイーグルス
- 若松駿太 - 投手コーチ兼任、元：中日ドラゴンズ

## 歴代監督
- 岩村明憲 （2015 - 2024）